# Txagortà
Txagortà (en rus: Чагорта) és un poble (un possiólok) de Calmúquia, a Rússia, segons el cens del 2012 tenia 323 habitants. Pertany al districte municipal de Tróitskoie.